# Wymiar Północny Unii Europejskiej
Wymiar Północny – inicjatywa Unii Europejskiej zajmująca się kształtowaniem polityki wobec Europy Północnej, obejmującej Islandię, Norwegię, region Morza Bałtyckiego oraz północno-europejskie obszary Rosji. Poza państwami wymienionymi wyżej, zakładano również możliwość współpracy z USA i Kanadą. Koncepcja ta została zainicjowana w 1997 roku przez premiera Finlandii na konferencji Rady Regionu Morza Barentsa w Rovaniemi – Paavo Lipponena.
```
Korzenie tej koncepcji sięgają jednak przynajmniej początku lat 90., kiedy to, wskutek zakończenia zimnej wojny, mapa geopolityczna Europy Północnej uległa znaczącym zmianom. Wiązał się z odzyskaniem niepodległości przez 
państwa bałtyckie
, co odegrało dużą rolę w powstawaniu różnorakich organizacji
[
1
]
. Duże znaczenie dla rozwoju koncepcji Wymiaru Północnego miała konferencja ministrów spraw zagranicznych krajów członkowskich Unii Europejskiej, która odbyła się w 
Helsinkach
 11 i 12 listopada 1999 r. pod fińskim przewodnictwem Unii Europejskiej.
```

## Obszary działań
Jego zamiarem jest zapewnienie wspólnej płaszczyzny dla promowania dialogu i wymiernej współpracy, jak również wzmocnienie stabilności i wspomaganie integracji ekonomicznej, konkurencyjności i zrównoważonego rozwoju w Północnej Europie.
- Współpraca ekonomiczna
- Wolność, bezpieczeństwo i sprawiedliwość
- Bezpieczeństwo zewnętrzne
- Badania, edukacja i kultura
- Środowisko, bezpieczeństwo nuklearne i zasoby naturalne
- Dobrobyt społeczny i opieka zdrowotna, włączając zapobieganie chorobom zakaźnym i związanym ze stylem życia oraz promocja współpracy pomiędzy służbą zdrowia i opieką społeczną.